# Nail Jakupow
Nail Raiłowicz Jakupow, ros. Наиль Раилович Якупов (ur. 6 października 1993 w Niżniekamsku) – rosyjski hokeista narodowości tatarskiej, reprezentant Rosji.

## Kariera
- Rieaktor Niżniekamsk (2009-2010)
- Sarnia Sting (2010-2012)
- Edmonton Oilers (2012-2016)
  -  Nieftiechimik Niżniekamsk (2012-2013)
- St. Louis Blues (2016-2017)
- Colorado Avalanche (2017-2018)
- SKA Sankt Petersburg (2018-2020)
- Amur Chabarowsk (2020)
- Awangard Omsk (2020-)

Wychowanek Nieftiechimika Niżniekamsk. W sezonie 2009/2010 występował w juniorskiej drużynie tego klubu – Reaktorze – występującej w rozgrywkach MHL. W 2010 roku został wybrany w KHL Junior Draft z numerem 19 przez Nieftiechimik Niżniekamsk. Następnie od 2010 roku przez dwa lata był zawodnikiem kanadyjskiego klubu Sarnia Sting w lidze Ontario Hockey League. W czerwcu 2012 roku został wybrany w NHL Entry Draft 2012 z numerem 1 przez kanadyjski klub Edmonton Oilers – jako trzeci rosyjski zawodnik w historii wybrany z najwyższej pozycji w drafcie NHL. 23 lipca 2012 roku poinformowano, że został zawodnikiem klubu z Edmonton (podpisał 3-letni kontrakt). Od września 2012 do stycznia 2013 roku na okres lokautu w sezonie NHL (2012/2013) związany rocznym kontraktem z macierzystym klubem Nieftiechimik Niżniekamsk. W meczu ligi KHL 3 października 2012 roku pomiędzy SKA Sankt Petersburg a Nieftiechimikiem, dwukrotnie doprowadzał do wyrównania w meczu zakończonym wynikiem 2:2, a następnie uzyskał decydujące trafienie w serii rzutów karnych (łącznie wykonano ich 30). W maju 2015 prawa zawodnicze do Naila Jakupowa nabył od Nieftiechimika klub CSKA Moskwa. Od października 2016 zawodnik amerykańskiego klubu St. Louis Blues. W kwietniu 2017 prawa zawodnicze do Jakupowa w ramach KHL nabył klub SKA Sankt Petersburg od CSKA Moskwa. Po sezonie NHL (2016/2017) został wolnym agentem. Od lipca 2017 zawodnik Colorado Avalanche. W czerwcu 2018 nie otrzymał od klubu propozycji nowej oferty, w związku stał się wolnym zawodnikiem od 1 lipca 2018. Na początku lipca 2018 został zawodnikiem SKA. W czerwcu 2019 podpisał trzyletni kontrakt z tym klubem. W maju 2020 został przetransferowany do Witiazia Podolsk, a stamtąd miesiąc później do Amura Chabarowsk. 20 października 2020 ogłoszono jego transfer w ramach wymiany do Awangarda Omsk.
Uczestniczył w turniejach mistrzostw świata juniorów do lat 18 2011, mistrzostw świata juniorów do lat 20 2012, 2013. W sezonie 2015/2016 zadebiutował w kadrze seniorskich Rosji grając w turniejach z cyklu Euro Hockey Tour.

## Sukcesy i wyróżnienia

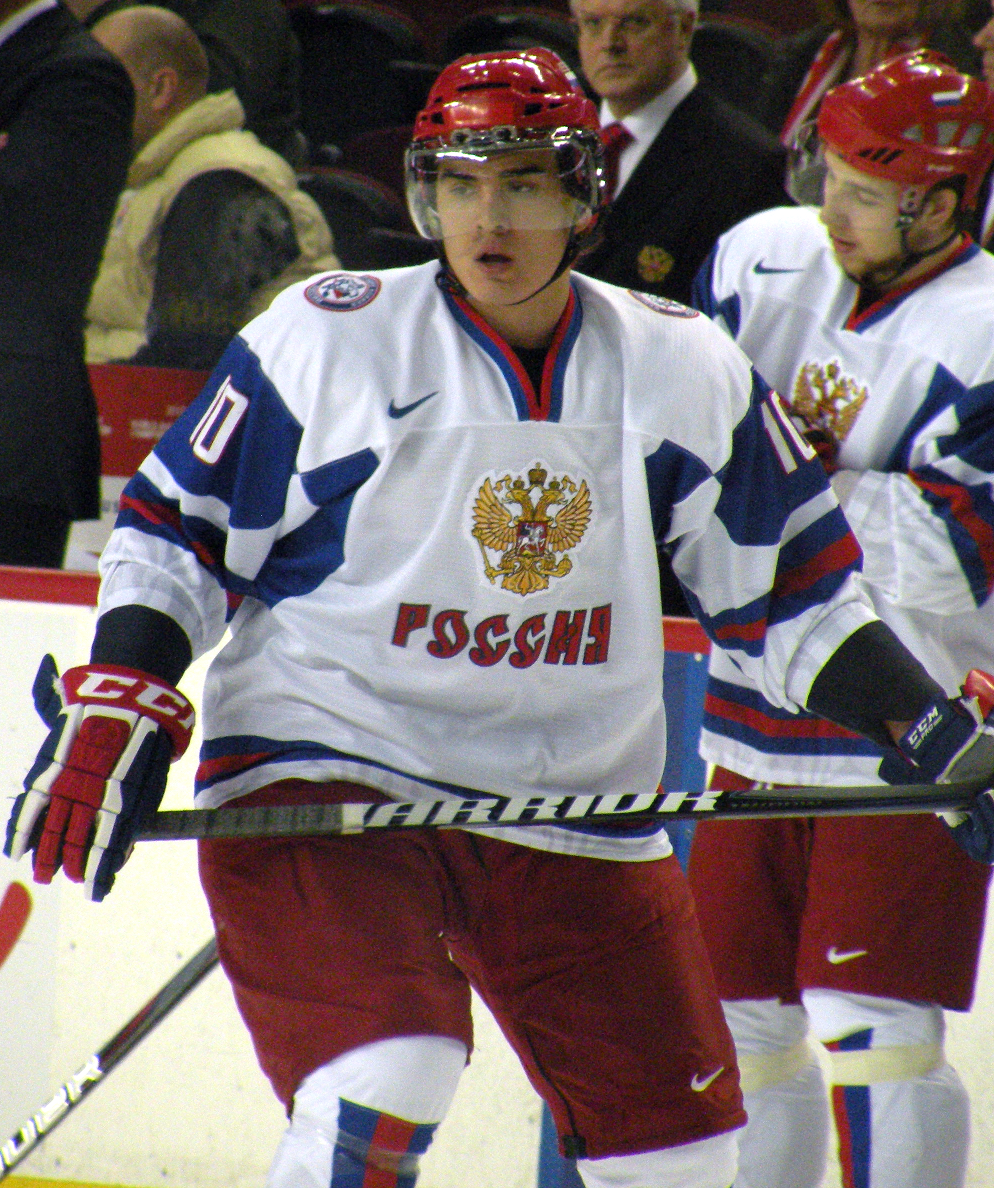
Nail Jakupow w barwach reprezentacji Rosji do lat 18 (2011)

Reprezentacyjne
- Brązowy medal mistrzostw świata juniorów do lat 18: 2011
- Srebrny medal mistrzostw świata juniorów do lat 20: 2012
- Brązowy medal mistrzostw świata juniorów do lat 20: 2013

Klubowe
- Brązowy medal mistrzostw Rosji: 2019 ze SKA
- Puchar Gagarina – mistrzostwo KHL: 2021 z Awangardem Omsk
- Złoty medal mistrzostw Rosji: 2021 z Awangardem Omsk

Indywidualne
- OHL / CHL (2010/2011):
  - Najlepszy pierwszoroczniak sezonu CHL
  - Pierwszy skład gwiazd pierwszoroczniaków OHL
  - Pierwsze miejsce w klasyfikacji asystentów wśród pierwszoroczniaków w OHL: 49 asyst
  - Pierwsze miejsce w klasyfikacji kanadyjskiej wśród pierwszoroczniaków w OHL: 101 punktów
  - Emms Family Award – najlepszy pierwszoroczniak sezonu OHL
- CHL (2011/2012):
  - Top Draft Prospect Award
  - Trzeci skład gwiazdy
- KHL (2012/2013):
  - Najlepszy pierwszoroczniak miesiąca – październik 2012
- Mistrzostwa Świata Juniorów w Hokeju na Lodzie 2012/Elita:
  - Pierwsze miejsce w klasyfikacji asystentów turnieju: 9 asyst (ex aequo z Mikaelem Granlundem)
- NHL (2012/2013):
  - Najlepszy pierwszoroczniak miesiąca – kwiecień 2013